# 交響曲 (ヴェーベルン)
交響曲 作品21は、アントン・ヴェーベルンが作曲した唯一の交響曲。

## 概要
この交響曲は、ニューヨークのコンポーザーズ・リーグからの委嘱によって1928年にウィーンで作曲され、初演は翌1929年の12月18日にニューヨークのコンボーザーズ・リーグの演奏会においてロシア人指揮者アレクサンダー・サマランスの指揮によって行なわれた。聴衆に散々嘲笑され、音が良く聴こえず、作曲者は凄く失望したといわれる。
ヴェーベルンが十二音技法を用いた最初の作品は『3つの宗教的歌曲』作品17で、それと同じく声楽を含む歌曲『3つの歌曲』作品18と『2つの歌曲』作品19、そして弦楽三重奏曲作品20の3曲を、ヴェーベルンは複雑な手法で、演奏の難しい音楽に仕立て上げた。だが、この交響曲は一転して非常に簡素な作りとなっている作品で、いわば古典的な作風でもある。また楽器編成も小規模である。
初期の短小な作品の純粋さを失わせず、シェーンベルクの十二音技法の援用による大規模とそれに相応しい持続の獲得を果たした作品である。全体はひとつの音列の展開によって形成されており、作曲者が得意とした音色旋律により音列が各楽器に次々と受け渡され、音列によるカノン主題ごとの楽器の音色まで入念に計算されているのが特徴。

## 楽器編成
クラリネット、バスクラリネット、ホルン2、ハープ、弦楽4部（コントラバスを除く）。なお、編成のコストを省くために弦4部をそれぞれ1名で演奏する方法もある。

## 音列
この曲で用いられている音列は
A-F♯-G-A♭-E-F-H-B-D-D♭-C-E♭
だが、最初の6音の音程関係が、後半の6音の逆行のそれと一致するため、逆行音列が事実上存在しない（つまり、逆行させても移高、反行した24音列のどれかに必ず該当する）。

## 構成
2楽章の構成で、演奏時間は約10分。
第1楽章 穏やかに歩くように（静々と闊歩して）
2分の2拍子、提示部と展開・再現部にそれぞれ反復をもつソナタ形式。二重カノンによる楽章であるが、構造的には十二音の音列のカノンである。
第2楽章 変奏曲
4分の2拍子。主題（非常に穏やかに）と7つの変奏、コーダから成る。テンポは変奏ごとに変化する。各変奏の音列の並び方は対照的に一回りするように配列されている。